# フリービーとビーン/大乱戦
『フリービーとビーン/大乱戦』（Freebie and the Bean）は、1974年のアメリカ合衆国の映画。サンフランシスコを舞台に、二人の刑事が活躍するアクション・コメディ作品。監督はリチャード・ラッシュ。主演はジェームズ・カーンとアラン・アーキン。バレリー・ハーパーは本作でゴールデングローブ賞の新人賞にノミネートした。
スタンリー・キューブリックは本作を「1974年の最高の映画」と評したと言われている。また、残虐さをコメディにする作風は後にクエンティン・タランティーノにも影響を与えている。

## ストーリー
フリービーとビーンの私服刑事コンビは、1年にわたる調査の末、サンフランシスコのナンバーズ賭博の胴元レッド・マイヤーズのごみ箱からある事件の証拠を見つけた。二人は、マイヤーズの有罪の証拠をつかむべく、モトレイという男を探すも見つからず、彼の相棒のホワイトからデトロイトの組織がマイヤーズを狙っていること告げられる。マイヤーズを殺されてほしくないフリービーとビーンは、わいせつ罪をでっちあげて逮捕にかかる。ところが、マイヤーズはすぐに釈放されてしまい、二人は彼を追う羽目になる。二人は組織が放った刺客からマイヤーズがフロリダへ逃げようとしていることを知り、妨害にかかる。逃走劇の末、ビーンは死に、マイヤーズも心臓まひで死ぬ。そこへ、マイヤーズの妻ミルドレッドがローゼン警部とともに現れ、マイヤーズのごみ箱にあったメモは自分が捨てたと明かす。さらに、モトレイもフリービーが空港についた時点で死亡したことが判明する。昇進の夢を絶たれたフリービーはがっかりしてビーンの乗った救急車に乗る。すると、ビーンが動き出し、車を止めるよう指示する。親友が生きていたうれしさと、おちょくられた怒りのあまり、フリービーはビーンにつかみかかる。救急車の運転手が騒ぎに驚いて車をぶつけてしまった拍子に、二人は外へ投げ出される。

## キャスト
| 役名           | 俳優                     | 日本語吹替                                                       | 日本語吹替                                 |
| 役名           | 俳優                     | フジテレビ版                                                     | テレビ朝日版                               |
| -------------- | ------------------------ | ---------------------------------------------------------------- | ------------------------------------------ |
| フリービー     | ジェームズ・カーン       | 広川太一郎                                                       | 羽佐間道夫                                 |
| ビーン         | アラン・アーキン         | 島宇志夫                                                         | 樋浦勉                                     |
| ミルドレッド   | ロレッタ・スウィット     | 島木綿子                                                         | 市川千恵子                                 |
| レッド         | ジャック・クルーシェン   | 相模太郎                                                         | 滝口順平                                   |
| ローゼン警部   | マイク・ケリン           | 西田昭市                                                         | 上田敏也                                   |
| ホワイティ     | ポール・コスロ           |                                                                  | 千田光男                                   |
| バーバラ       | リンダ・マーシュ         |                                                                  |                                            |
| ウォルター検事 | アレックス・ロッコ       |                                                                  | 平林尚三                                   |
| ビーンの妻     | バレリー・ハーパー       | 沢田敏子                                                         | 沢田敏子                                   |
| ゲイソン       | クリストファー・モーリー | 神谷明                                                           | 三ツ矢雄二                                 |
| 不明 その他    |                          | 北村弘一 清川元夢 緑川稔 恵比寿まさ子 原田一夫 仲木隆司 石丸博也 | 池田勝 石森達幸 亀井三郎 仲木隆司 幹本雄之 |

- フジテレビ版：初回放送1978年1月13日『ゴールデン洋画劇場』
- テレビ朝日版：初回放送1984年11月11日『日曜洋画劇場』

## スタッフ
- 監督・製作：リチャード・ラッシュ
- 製作総指揮：フロイド・マトラックス
- 脚本：ロバート・カウフマン、リチャード・ラッシュ
- 撮影：ラズロ・コヴァックス
- 編集：マイケル・マクリーン、フレドリック・スタインカンプ
- 音楽：ドミニク・フロンティア

### 日本語版
| -    | フジテレビ版 | テレビ朝日版           |
| ---- | ------------ | ---------------------- |
| 演出 | 春日正伸     | 春日正伸               |
| 翻訳 | 飯嶋永昭     | 宇津木道子             |
| 調整 | 山田太平     | 国定保孝               |
| 効果 | PAG          | 赤塚不二夫 PAG         |
| 担当 | 岡原祐泰     |                        |
| 制作 | 日米通信社   | ザック・プロモーション |